# نخستین مراسم تحلیف باراک اوباما

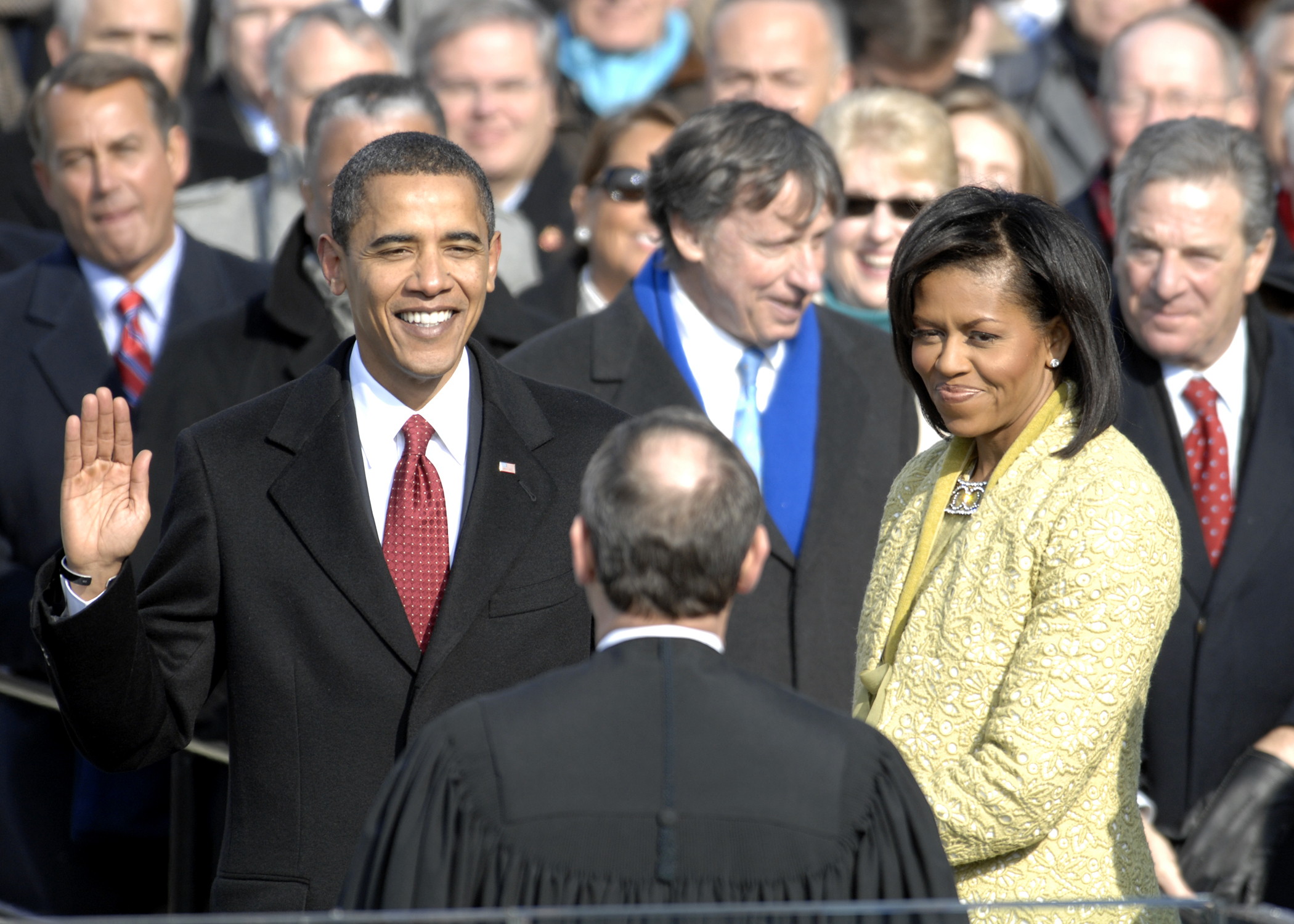
اوباما در کنار میشل درحال تکرار جملات در مراسم تحلیف ریاست جمهوری

مراسم تحلیف باراک اوباما مراسمی بود که باراک اوباما چهل و چهارمین رئیس‌جمهور ایالات متحده آمریکا و نخستین رئیس‌جمهور آفریقایی - آمریکایی در تاریخ این کشور در حضور جمعیت بزرگی در شهر واشینگتن، دی.سی. در تاریخ بیستم ژانویهٔ ۲۰۰۹ میلادی سوگند یاد کرد. میلیون‌ها نفر به تماشای مراسم تحلیف نشسته و از چند روز پیش از اجرای این مراسم صدها هزار بازدیدکننده وارد واشینگتن شده و جاده‌ها و قطارهای زیرزمینی پرازدحام بودند. همچنین در طول مراسم گروه‌های بزرگی از مردم در محل برگزاری ادای سوگند اوباما در پارک ملی واشینگتن به‌طور گسترده به تماشای آن پرداختند و تدابیر امنیتی بسیاری شامل حضور بالغ بر۴۰ هزار مأمور امنیتی، برای آن در نظر گرفته شد. متعاقب این مراسم اوباما با دست گذاشتن بر روی کتاب انجیلی که آبراهام لینکلن رئیس‌جمهور آمریکا در سال ۱۸۶۱ هنگام ادای سوگند دست خود را روی آن گذاشت، برای حفظ و دفاع قانون اساسی ایالات متحده ادای سوگند کرد.

## تدابیر امنیتی

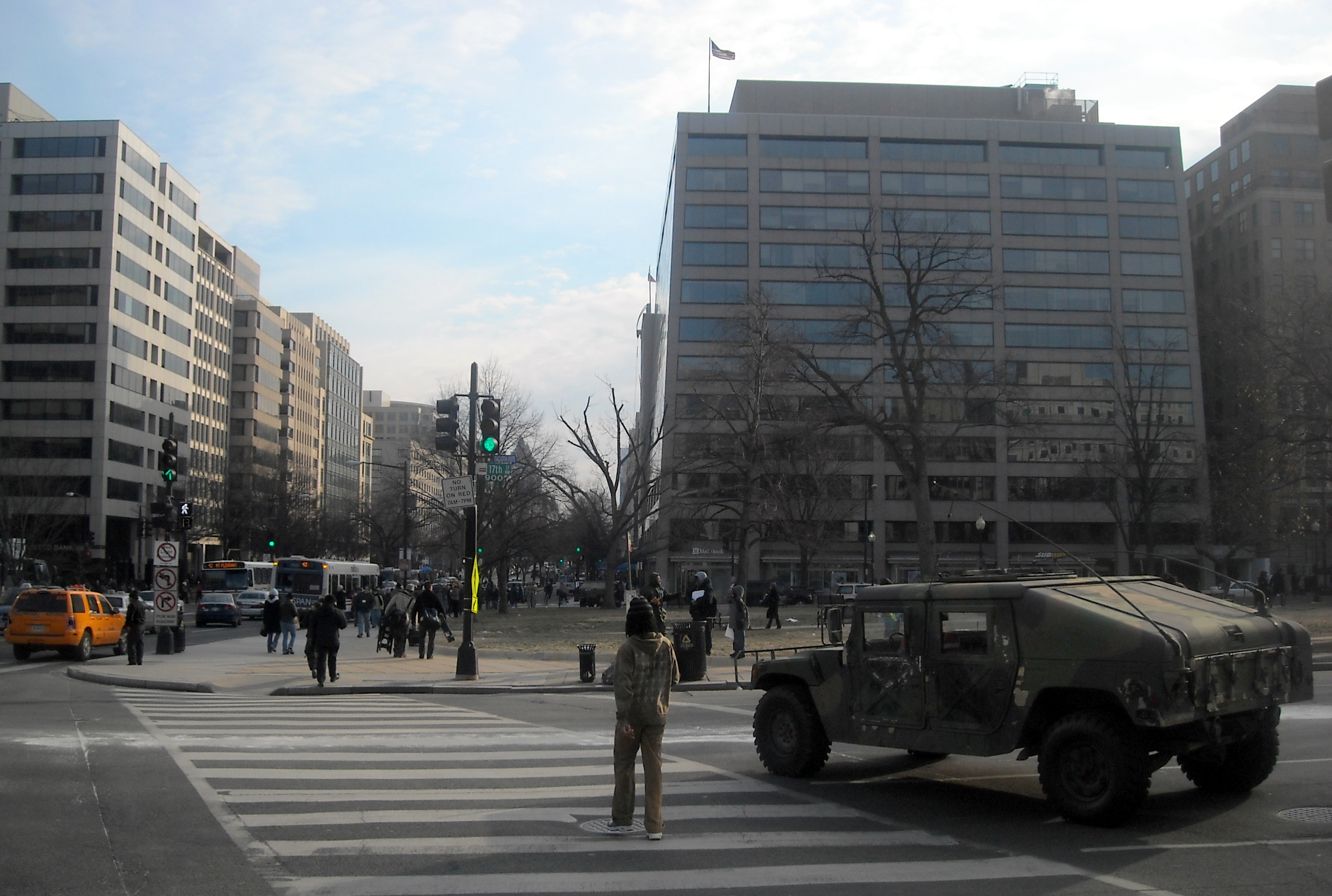
تصویر نیروهای گارد ملی آمریکا در خیابان K، NW در واشنگتن دی سی در مراسم تحلیف ریاست جمهوری باراک اوباما.

اولین مراسم تحلیف باراک اوباما امنیتی‌ترین مراسم تحلیف تاریخ ایالات متحده به شمار می‌رود. مدتی قبل از مراسم تحلیف، مدارکی به دست سازمان‌های اطلاعاتی آمریکا رسید که نشان می‌داد اعضای گروه الشباب قرار است مراسم تحلیف را برهم زده و به جان اوباما سو قصد کنند. وجود این تهدیدات باعث شد تا از چند روز قبل از مراسم، پلیس و نیروهای امنیتی حضور چشمگیری در ساحل شرقی آمریکا به خصوص در واشینگتن، دی.سی. داشته باشند. حضور بیش از ۴۰ هزار نیروی امنیتی (شامل مأموران سرویس مخفی ایالات متحده آمریکا، سربازان گارد ملی ایالات متحده آمریکا و مأموران اف‌بی‌آی)، وجود سنسورهای آنالیز هوا و بررسی پلاک تک تک ماشین‌هایی که به شهر وارد می‌شدند تنها بخشی از تدابیر امنیتی به کار گرفته شده بود. وزیر دفاع ایالات متحده آمریکا رابرت گیتس نیز به عنوان بازمانده از پیش تعیین‌شده در پایگاهی نظامی در خارج از شهر حضور داشت. با وجود این تدابیر، مراسم بدون هیچ مشکلی برگزار شد.